# 토쿠나가 아키히토
토쿠나가 아키히토(일본어: 徳永 暁人, 1971년 9월 22일 ~ )는 일본의 록 밴드 doa (도아)의 리더이며, 연주자, 작곡가, 편곡가이다. 도쿄음악대학을 졸업했으며, 현재 오사카음악대학의 특임 준교수이다. 대학 시절부터 작, 편곡을 시작했으며, 이후 B'z와 ZARD, 쿠라키 마이를 비롯한 여러 뮤지션들과 함께 작업했다.

## 경력
- 1990년
  - 3월: 가나가와 현립 아츠기고등학교(神奈川県立厚木高等学校) 졸업
  - 4월: 도쿄음악대학 음악학부 음악학과 작곡지휘전공, 작곡 영화·방송음악 코스 입학
- 1993년 3월: 도쿄음악대학 졸업
- 1996년: 후지 TV의 애니메이션 《드래곤볼 GT》의 음악을 담당
- 1997년: B'z의 공연에 지원하는 형태로 참여를 시작했으며, 이후 B'z의 라이브에 베이시스트로 활동해옴
- 1997년: ZARD의 〈영원〉의 작, 편곡을 담당
- 1998년: 데루카도, noriaki와 함께 밴드 XL을 만듦
- 2001년: 쿠라키 마이, 아이우치 리나, 사에구사 유카 인 데시벨, 카미키 아야 외 여러 뮤지션에게 곡을 제공하기 시작하며 작, 편곡자로서 활동을 이어감
- 2004년: 록 밴드 doa를 결성하고, 본인이 리더를 맡음
- 2011년: NHK 교육 텔레비전에서 방송된 《스쿨 라이브쇼》에 출연을 시작해, 고교생들을 지도함
- 2016년 4월: 오사카음악대학 음악학부의 뮤직크리에이션전공 특임 준교수로 취임함